# Treće doba
Treće doba je vremensko razdoblje u izmišljenom svijetu Međuzemlja J. R. R. Tolkiena. Ovo razdoblje je najpoznatiji dio Tolkienova stvaralaštva jer se upravo tijekom njega odvijaju događaji opisani u Hobitu i Gospodaru prstenova. Čitav ovaj izmišljeni svijet Tolkien je smjestio u vremena prije početka povijesti stvarne Zemlje.
Treće doba započelo je prvim porazom Saurona kad ga je, nakon pada Númenora, porazio Posljednji savez vilenjaka i ljudi. Početak ovog doba označen je sadnjom Bijelog drveta u Minas Anoru.
Ovo doba obilježilo je 'blijeđenje' vilenjaka. Početkom Trećeg doba mnogi su vilenjaci uznemireni nedavnim ratom napustili Beleriand i otišli u Valinor. Kraljevstva vilenjaka Lindon, Lothlórien i Mrkodol ipak su opstala. Rivendell je postao poznato utočište vilenjacima, ali i drugim rasama. Tijekom ovog doba vilenjaci su izbjegavali uplitanje u poslove drugih kraljevstava, ali su tijekom ratova bili na pomoć ostalim rasama. Vilenjaci su se posvetili umjetnosti i očuvanju područja koja su nastanjivali. Postupno opadanje broja vilenjaka tijekom ovog doba u Međuzemlju ubrzavalo se rastom Sauronove nadmoći. Tako da su u Međuzemlju preostali samo ostáci nekoć moćne vilenjačke civilizacije.
Tijekom Trećeg doba uzdignula su se i napredovala númenórejska kraljevstva Arnora i Gondora. Prvotno zamišljena kao jedno kraljevstvo tijekom vremena razdvojila su se i doživjela različite sudbine.
Takozvani Budni mir započeo je 2063. godine Trećeg doba, kad je Gandalf otišao u Dol Guldur, a zlo, Sauron, pobjeglo na istok. Trajao je do 2460. godine Trećeg doba kad se ponovo pojavio osnaženi Sauron. Tijekom Budnog mira Gondor je utvrdio svoje granice, budno motreći istok, jer su orci prijetili s boka iz zauzetog Minas Morgula i Mordora. Ipak se nisu odigrale nikakve važnije bitke osim manjih čarkanja na granicama s Umbarom. Sjeverno kraljevstvo Arnora već dugo nije postojalo, ali je hobitski Shire napredovao izabravši prvog Thaina i naselivši Buckland. Patuljci su pod Thorinom I napustili Erebor i preselili se u Ered Mithrin, 'Suro gorje', gdje se skupila većina njihova naroda. U međuvremenu Sauron nije bio besposlen, na istoku je uspostavio jak savez među raznim plemenima istočnjaka, tako da je po povratku bio jači i upravljao mnogim ljudima.
Treće doba je trajalo 3021 godinu, do konačnog Sauronova pada kad je Jedinstveni Prsten uništen. Odlaskom Elronda, Bilba i Froda, Gandalfa i Galadriel iz Međuzemlja za Valinor započinje Četvrto doba.